# Пивоваров Олександр Олександрович
Олекса́ндр Олекса́ндрович Пивова́ров (нар. 4 грудня 1985) — український футболіст, що виступав на позиції півзахисника.

## Біографія
Олександр Пивоваров народився 4 грудня 1985 року. У чемпіонаті ДЮФЛУ виступав за харківські клуби «Металіст», «Інтер» та «Арсенал».
Кар'єру професіонального футболіста розпочав у 2001 році, підписавши свій перший професіональний контракт із харківським «Арсеналом», але основним гравцем своєї команди так і не став. У 2001 році у складі харків'ян зіграв 3 матчі в кубку України: 1 проти «Фрунзенеця-Ліги-99» (Суми) та 2 проти «Електрона» (Ромни). У 2002 році Олександр зіграв 2 матчі у Другій лізі чемпіонату України, проти дніпродзержинської «Сталі», вийшовши на поле на 88-ій хвилині матчу, а також відіграв увесь поєдинок проти «Металіста-2».
Під час зимової перерви сезону 2004/05 поповнив склад дебютанта Другої ліги, МФК «Олександрія». У складі «муніципалів» дебютував у виїзному матчі проти димитрівського «Уголька» (0:0), вийшовши на поле на 39-ій хвилині поєдинку. Того сезону Олександр став основним гравцем команди та зіграв 11 матчів у чемпіонаті. Наступний сезон також розпочав виступати в олександрійському клубі, зігравши 8 матчів чемпіонату та 1 у кубку України. Але під час зимової паузи сезону 2005/06 залишив олександрійську команду.
Сезон 2011/12 відіграв у складі аматорського клубу «Словхліб». У складі слов'янської команди став чемпіоном (2011) та володарем кубку (2011, 2012) Донецької області, а також срібним призером чемпіонату Донбасу (2012). Також у 2011 році зіграв 2 поєдинки в кубку України: проти ФК «Одеса» та луганської «Зорі».
У 2015 році Олександр Пивоваров виступав за аматорські клуб Харківської області «Маяк» (Валки, 12 матчів та 1 гол) та «Квадро» (Первомайський, 2 матчі).
З літа 2016 року — гравець клубу з Харкова «Металіст 1925», який на той час виступав у аматорському чемпіонаті України, а у сезоні 2017/18 грав у Другій лізі чемпіонату України. У складі свого нового клубу дебютував 21 серпня 2016 року у виїзному матчі другого туру сезону 2016/17 проти «Інгульця-3», який завершився перемогою харків'ян із рахунком 2:1. Усього зіграв за «Металіст 1925» 18 ігор (2 голи) в Чемпіонаті України серед аматорів і три гри в Другій лізі.
У травні—вересні 2019 році виступав за ФК «Зміїв» у Чемпіонаті Харківської області.
Після завершення ігрової кар'єри був співробітником ДЮФСШ «Металіст 1925», станом на березень 2020 року працював в оргкомітеті турніру «Металіст-ліга».

## Родина
Батько — Олександр Олегович Півоваров, колишній футбольний арбітр, директор ДЮФСШ «Металіст 1925».

## Досягнення
- Чемпіонат України серед аматорів
  -  Срібний призер: 2016/17

- Чемпіонат Донбасу
  -  Срібний призер: 2012

- Чемпіонат Донецької області
  -  Чемпіон: 2011

- Кубок Донецької області
  -  Володар (2): 2011, 2012